# Sjoerd Vening Meinesz
Sjoerd Anne Vening Meinesz (Harlingen, 20 februari 1833 - Leusden, 26 december 1909) was een Nederlands politicus en journalist. Hij was burgemeester van de gemeente Rotterdam van 1881 tot 1891 en van de gemeente Amsterdam 1891 tot 1901. In de gemeente Rotterdam was hij nog burgemeester onder de naam Meinesz, in 1893 kreeg hij bij Koninklijk Besluit toestemming om de naam 'Vening' aan zijn achternaam 'Meinesz' toe te voegen. Vening was de achternaam van zijn moeder.
Vening Meinesz was een liberaal bestuurder en politicus. Hij begon zijn loopbaan als hoofdredacteur van het Algemeen Handelsblad en werd later burgemeester. Daarnaast was hij ook lid van zowel de Eerste als de Tweede Kamer, wat destijds nog te combineren was. In 1869 werd hij wethouder van financiën in de hoofdstad, maar moest aftreden toen hij met de dochter van burgemeester Den Tex trouwde. Als burgemeester voerde hij in beide steden het bewind met vaste hand. Hij was een aanhanger van de conservatief liberale stroming, die in de Kamers over uiteenlopende zaken sprak.
Hij promoveerde in 1856 te Leiden tot doctor in de Rechtswetenschappen en was van 1860 tot 1866 hoofdredacteur van het Handelsblad.
Vening Meinesz was commandeur in de Orde van de Nederlandse Leeuw. Hij overleed op zijn landgoed De Heilige Berg (bij Amersfoort) en werd begraven op Begraafplaats Zorgvlied.
Vening Meinesz was getrouwd met C.A.C. den Tex, de dochter van de burgemeester van Amsterdam Cornelis Jacob Arnold den Tex. Een van zijn kinderen is de bekende geofysicus professor Felix Vening Meinesz.
Naar hem, als Meinesz, zijn in Rotterdam een straat, een laan en een plein in het Nieuwe Westen met zijn naam genoemd. Amsterdam eerde hem, als Vening Meinesz met de Burgemeester Vening Meineszlaan.
- Biografisch Portaal: 22449318
- Digitale Bibliotheek voor de Nederlandse Letteren: mein020
- International Standard Name Identifier: 0000 0003 8899 2480
- Nederlandse Thesaurus van Auteursnamen: 070040117
- Parlement.com: vg09llbkzkzo
- Virtual International Authority File: 282315136
- WorldCat: E39PBJqfHRdV3cd8TXC6TKpHG3